# وقف الجوع الآن
وقف الجوع الآن: هي منظمة عالمية للتخفيف من الجوع تربط بين توزيع الغذاء وغيره من المساعدات الضرورية للحياة حول العالم. إن رؤية المنظمة تتجسد في إنهاء الجوع العالمي في حياتنا الحاضرة ومهمتها هي تأمين الغذاء والحاجات الضرورية للحياة لأكثر المعوزين في العالم بأكثر الأساليب مساندة وفعالية وتأثيرا.
برنامج عمل وقف الجوع الآن هو جهد يعتمد على العمل التطوعي من خلال المشاركين الذين يقومون برزم وجبات مجففة وغنية بالبروتين لاستخدامها في حالات الأزمات حيث تقوم بتأمين وجبة مغذية جدا تدعم برامج الغذاء في المدارس ودور الأيتام حول العالم.
ضمن جهودها للاستجابة إلى الحاجات الطارئة حول العالم تتلقى منظمة وقف الجوع الآن وتوزع تبرعات هامة من المساعدات العينية. تتضمن هذه التبرعات كميات كبيرة من الغذاء والأدوية والمساعدات الطبية وغيرها من العناصر المستخدمة في مكافحة الجوع وتقديم الإعانة في الأزمات.

## المهمة
تقوم مهمة وقف الجوع الآن على تأمين الغذاء والحاجات الضرورية للحياة لأكثر المعوزين في العالم بأكثر الأساليب مساندة وفعالية وتأثيرا.

## التمويل
تتلقى وقف الجوع الآن تمويلها في المقام الأول من المنظمات الكنسية والتبرعات الفردية والضمانات المشتركة. وقد أمنت وقف الجوع الآن أكثر من 100 مليون دولارا  حتى الآن لأكثر من سبعين بلدا من ذوي الحاجة الملحة.
كما تطمح منظمة وقف الجوع الآن بالحصول على تصنيف تشاريتي نافيغيتر ذو الأربعة نجوم  ، بعد تجاوزها المعايير الصناعية وفاق أداؤها معظم المؤسسات الخيرية العاملة في هذا المجال.

## الشركاء
تشترك وقف الجوع الآن مع منظمات في أرجاء العالم لمساعدتها على الاستقرار وتوزيع المساعدة. من الشركاء:
| - Abundant Harvest Gardens - Alice Orphanage and Women - Alliance to End Hunger - Amigos Internacionales - Bahati Community Center, Kenya - Breedlove - Carolina for Kibera - Children of Vietnam - CitiHope International - Colegio Hope - Convoy of Hope - Emkweltmission Children Projects, Liberia - Food for the Hungry, Inc. | - Food for the Poor - Foods Resource Bank - Gleaning for the World - Haiti Outreach Ministries - Haiti Vision - Hope Enterprises - Iglesia Cristiana Bethel - Mexico - InterAction - International Aid, Inc. - International Food Bank - Islamic Relief Agency - MAP International - Mercy & Sharing | - Middle East Council of Churches - Professionals Incorporated - Reach Now International - Rotarians Against Hunger - Rotary International - Save the Children - Safe Passage - UMCOR - Universal Aide Society - Universities Fighting World Hunger - Wisconsin/Nicaragua Partners - Zigbou Missionaries, Liberia |

## البرامج

### برنامج اوبيريتنغ شير هاوس
برنامج أوبيريتنغ شير هاوس هو برنامج تابع لمنظمة وقف الجوع الآن حيث يقوم فيه المتطوعون يقومون برزم وجبات مجففة وغنية بالبروتين لاستخدامها في حالات الأزمات حيث تقوم بتأمين وجبة مغذية جدا تستخدم ضمن برامج الغذاء في المدارس ودور الأيتام حول العالم. الوجبات عبارة عن خليط محصن من الأرز والصويا يتضمن خضراوات مجففة أيضا إضافة إلى نكهة دجاج نباتية مع 21 نوعا أساسيا من الفيتامينات والمعادن. تحتوي كل رزمة على ست حصص مغذية بتكلفة تصل على وجه التقريب إلى 25 سنتا لكل حصة. وتعمل وقف الجوع الآن مع شركاء عالميين يقومون بشحن وتوزيع الوجبات في البلاد.

### برنامج الهدايا العينية
من خلال برنامج الهدايا العينية، تعمل وقف الجوع الآن مع شركاء لتعريف المانحين والمستلمين بالمساعدة العينية. إن المساعدة العينية هي عبارة عن تبرع بشكل سلع: حيث تتلقى وقف الجوع الآن في أحيان كثيرة الغذاء أو اللباس أو المساعدات الطبية إضافة إلى الأدوية والمساعدات المهنية وغيرها. كما تعمل المنظمة مع منظمات لا ربحية أخرى، مثل ماب انترناشيونال وغليننغ فور ذي وورلد، التي تساعد عبر تحديد أماكن المانحين و\أو المتلقين لمنح المساعدة العينية. وكمثال آخر، تقوم المنظمة بتلقي طلب للمساعدة المباشرة من منظمة مستقبلة، أو عرض للتبرع من منظمة مانحة. تعرض وقف الجوع الآن تبرعات المساعدات العينية لضمان الاضطلاع بمهمتها ("على تأمين الغذاء والحاجات الضرورية للحياة لأكثر المعوزين في العالم بأكثر الأساليب مساندة وفعالية وتأثيرا. ")، ولضمان التوافق مع مبتغاها وبرامجها. علاوة على ذلك تتبع المنظمة تعليمات جمعية الإغاثة الإنجيلية ومنظمة التنمية (إيردو) لإغاثة المنظمات التي تتلقى منح المساعدات العينية، حيث تتضمن الأخذ في الاعتبار ملائمة المنتج والتسجيل المفصل له والتوثيق والكشف.

### برنامج المنح
تدعم وقف الجوع الآن المنظمات الشريكة في البلدان النامية عبر مدها بالمساعدة المالية المباشرة التي تقدم الغذاء والأدوية وغيرها من الضروريات الأساسية للسكان الفقراء. يخول هذا البرنامج وقف الجوع الآن الاستجابة للأزمات على الفور من خلال العمل مع المنظمات الموجودة أصلا في أماكن تلك الأزمات. كما أنها تدعم الاقتصاديات المحلية في تنمية المناطق وتشجيع البناء الذاتي.

## التاريخ
منذ عام 1998، نسقت المنظمة توزيع الغذاء والمساعدات الأخرى الضرورية للحياة إلى الأطفال والعائلات في مختلف البلدان حول العالم.
كما ابتكرت وقف الجوع الآن برنامجها لتعليب وتغليف الوجبات، أوبيريتنغ شير هاوس، في عام 2005، أتقن البرنامج عملية التجميع التي تجمع بين الأرز والصويا والخضراوات المجففة ومزيجا يتضمن 21 نوعا أساسيا من الفيتامينات والمعادن في رزم وجبات صغيرة. يحفظ الطعام بسهولة، كما أن صلاحيته تمتد لخمس سنوات وينقل بسرعة ليتم تسليمه إلى لبرامج طعام الغداء في المدارس ودور الأيتام في المناطق النائية.
في عام 2007، تم جمع أكثر من 3.5 مليون وجبة. وبتغليف وتعبئة تجاوزت التوقعات، تم رزم 5.9 مليون وجبة أخرى في عام 2008.

### الجدول الزمني
- 1998: تأسيس منظمة وقف الجوع الآن.
- 1999: انتقل المؤسس المشارك راي بوتشانان إلى رالي، ولاية كارولينا الشمالية للوصول إلى مجتمع الشركات العالمية والمطار.
- 2000: طورت وقف الجوع الآن مشروع إغاثة بتكلفة 250,000 دولار لدولة سيرا ليون تركز فيه على الرعاية الشاملة للأطفال المتضررين من الفقر والحروب.[12]
- 2001: تعمل المنظمة في أكثر من 30 بلدا.[13] وتتلقى مساعدات تقدر بأكثر من 900,000 دولار.[14]
- 2003: تدير وقف الجوع الآن الحملات لإقرار السلام في حالة الشرق الأوسط.[15][16][17]
- 2004: تساعد وقف الجوع الآن في زيادة مبلغ 8 ملايين دولار للغذاء واللباس للشعب في أفغانستان.
- 2005: تطلق المنظمة برنامج أوبيرتنغ شير هاوس.[18]
- 2006: انضمام رود بروكس كرئيس تنفيذي إلى المنظمة.[19]
- 2007: وفرت وقف الجوع الأكثر أكثر من 6.8 مليون دولار بشكل مساعدات للمناطق المتأزمة. حيث قام برنامج أوبيرتنغ شير هاوس برزم أكثر من 5.2 مليون وجبة عبر أكثر من 15,000 متطوع. كما أمنت إعانات مباشرة للمناطق المتأزمة بشكل حفر للآبار وتوفير للدواء.
- 2008: رزمت وقف الجوع الآن 5.9 مليون وجبة في هذا العام فقط، وسجلت رقما قياسيا في تعبئة وتغليف الوجبات بلغ 1,010,374 وجبة.[20]

## روابط إضافية
- Stop Hunger Now at stophungernow.org
- The Face of Hunger is the official Stop Hunger Now blog.
- Stop Hunger Now YouTube Channel
- Hunger Now on Facebook وقف الجوع الآن  على فيسبوك.